# Circinusstelsel
Het Circinusstelsel (ESO 97-G13) is een Seyfert-stelsel in het sterrenbeeld Circinus. Het bevindt zich 4 graden onder het melkwegband, en op een afstand van 13 miljoen lichtjaar, een van de dichtstbijzijnde grote sterrenstelsels. Het circinusstelsel ondergaat tumultueuze veranderingen, omdat er waarschijnlijk ringen van gas uit het melkwegstelsel worden uitgestoten. De buitenste ring is 1400 lichtjaar breed, terwijl de binnenste ring 260 lichtjaar breed is. Hoewel het Circinusstelsel met een kleine telescoop kan worden gezien, werd het pas in 1977 ontdekt omdat het dicht bij het vlak van de Melkweg ligt en door stof aan het zicht wordt onttrokken. Circinus is een Seyfert-stelsel van het type II en is een van de dichtstbijzijnde actieve stelsels die bekend zijn van de Melkweg, hoewel hij waarschijnlijk iets verder weg staat dan Centaurus A. 
Het Circinusstelsel heeft de supernova SN 1996cr voortgebracht, die meer dan tien jaar na zijn explosie werd geïdentificeerd. Deze supernova werd voor het eerst waargenomen in 2001 als een helder, veranderlijk object op een beeld van het Chandra X-ray Observatory, maar het werd pas jaren later bevestigd als een supernova.
Het Circinusstelsel is een van de twaalf grote melkwegstelsels die de Lokale Groep in het Local Sheet omringen.